# Volo PenAir 3296
Il volo PenAir 3296 è stato un volo passeggeri di linea nazionale partito dall'aeroporto Internazionale di Anchorage-Ted Stevens, Anchorage, e diretto all'aeroporto di Unalaska, sull'isola di Amaknak, al largo delle coste dell'Alaska. Il 17 ottobre 2019, un Saab 2000 che stava percorrendo tale tratta, numero di registrazione N686PA, è uscito di pista dopo la fase di atterraggio all'aeroporto di destinazione. Un passeggero ha riportato lesioni fatali a causa della penetrazione della pala dell'elica all'interno della fusoliera. Degli altri occupanti, due sono rimasti gravemente feriti e dieci hanno riportato lievi traumi. L'aeromobile, un Saab 2000 di 24 anni, è rimasto danneggiato in modo irreparabile.

## L'aereo
Il velivolo coinvolto nell'incidente era un Saab 2000 di marche N686PA, numero di serie 017. Volò per la prima volta nel 1995 e, prima di prestare servizio con PenAir, aveva operato per diversi operatori, tra i quali Air Vanuatu, Macair Airlines e Air Marshall Islands.

## L'incidente
L'aereo è partito da Anchorage alle 15:15 AST e sarebbe dovuto atterrare presso Unalaska 2 ore e 15 minuti dopo. Nella discesa verso l'aeroporto di Unalaska, i piloti sono stati autorizzati ad effettuare un avvicinamento di tipo RNAV alla pista 13, lunga 1 372 metri (4 501 ft). Durante quest'ultima fase di volo, il vento era passato da 210 gradi a 8 nodi a 180 gradi a 7 nodi. Tuttavia, i venti riportati erano a 270 gradi a 10 nodi. A causa della non stabilizzazione del velivolo è stata eseguita una riattaccata, che ha portato il volo ad effettuare un altro avvicinamento, questa volta a vista. Durante questo tentativo, le condizioni meteorologiche sono peggiorate e i controllori del traffico aereo hanno segnalato venti a 300 gradi a 24 nodi.
L'equipaggio ha deciso di proseguire ed è atterrato alle 17:40. L'aereo ha toccato terra 305 metri (1 001 ft) oltre la testata della pista; gli inversori di spinta sono stati attivati e altre procedure per rallentare sono state eseguite dal comandante. Quando l'aeromobile ha raggiunto gli 80 nodi, è stata applicata la massima intensità di frenata ma, poiché l'uscita di pista era ormai imminente, i piloti hanno deciso di deviare per evitare di finire in acqua. I tentativi di fermarsi sulla superficie della pista sono falliti, il velivolo ha attraverato una sezione erbosa, sfondato la recinzione perimetrale dell'aeroporto, attraversato un fossato, colpito una grande roccia e attraversato una strada, finendo sulla riva di un torrente. L'elica si è frantumata e alcuni detriti sono finiti nella fusoliera: una delle pale è stata ritrovata all'interno della cabina. Tre passeggeri sono rimasti gravemente feriti, uno di loro è morto il giorno successivo. Altri 10 occupanti hanno ricevuto cure mediche.

## Le indagini
Il giorno dell'incidente, il National Transportation Safety Board (NTSB) ha avviato un'indagine. Due anni dopo, il 2 novembre 2021, è stato pubblicato il rapporto finale, in cui si affermava che l'incidente era stato causato da "un cablaggio errato del costruttore del carrello d'atterraggio, in particolare del trasduttore di velocità delle ruote del carrello principale sinistro durante la revisione". La progettazione dei cablaggi da parte della Saab, l'autorizzazione della Federal Aviation Administration (FAA) all'aeroporto di Unalaska a permettere le operazioni del Saab 2000 senza prendere in considerazione prima l'area di sicurezza della pista, e la decisione dell'equipaggio di atterrare con un vento di coda che superava i limiti strutturali (che l'NTSB ha etichettato come inappropriato) sono stati altri fattori nell'incidente.